# Vassili Djougachvili
Pour les articles homonymes, voir Djougachvili.
Vassili Iossifovitch Djougachvili (en russe : Василий Иосифович Джугашвили), né le 24 mars 1921 à Moscou et mort le 19 mars 1962 à Kazan en URSS, est l'un des fils de Staline, et un lieutenant-général de l'Armée de l'air soviétique, qui commande les forces aériennes du district militaire de Moscou entre 1948 et 1952.

## Biographie
Vassili Djougachvili est le fils de Joseph Staline et de sa seconde femme, Nadejda Allilouïeva.

### Enfance et jeunesse
Traumatisé par le suicide de sa mère en 1932 dont Vassili Djougachvili ne se remit jamais (il n'avait que 11 ans), marqué par son enfance très particulière dans un foyer familial que gardaient les agents du NKVD, Vassili fut peu aimé par son père[Information douteuse], qu’il décevait. Après la perte de sa mère, Vassili Djougachvili devient arrogant, s’attendant à se faire traiter en tsarévitch par les agents flagorneurs qui l’entouraient, et à qui il demandait d'approuver ses choix de petite amie au lieu d'en parler à son père. Adolescent dissolu et fugueur, terrifié par son père comme « les chrétiens [par] le Christ », il travaille mal à l'école, puis s'adonne à l'alcool.
Il a une sœur, Svetlana, et un demi-frère, Iakov.
Il fait son service militaire dans la 16e division aérienne, où il rencontre Galina Burdonskaia, sa future épouse. Ils se marient vite ; il est âgé de 19 ans.

### Une carrière militaire fulgurante
Vassili Djougachvili s’élève dans les rangs des Forces aériennes soviétiques où son père l'avait poussé à s'engager, bien que Vassili n'eût pas de réel intérêt pour intégrer les forces aériennes de l'Armée rouge.
En tant qu'officier des forces aériennes soviétiques, il est, en 1941, inspecteur des Forces aériennes au Quartier général à Moscou. En décembre 1941, il est commandant puis promu général de brigade en 1942. Pendant la guerre, il fait 26 sorties aériennes et aurait abattu deux appareils ennemis[réf. nécessaire].
Il est nommé général de division aérienne en 1946, puis général de corps d'armée aérien en 1947, enfin commandant des forces aériennes du district militaire de Moscou en 1948.
Néanmoins, il est démis de son titre de Commandant des forces aériennes de Moscou à la suite d'un accident aérien impliquant le crash de deux Tupolev Tu-4 survenu lors d'une parade aérienne le 1er mai 1952 : les avions avaient pris leur envol à la suite d'un ordre de Vassili alors que le temps était très mauvais. Il est renvoyé à l'Académie de l'Air.

### Dirigeant sportif
Vassili Djougachvili est aussi dirigeant d'un club sportif important, le VVS MVO Moscou. Ce club comporte alors quatre sections : basket-ball, volley-ball, football, mais surtout hockey sur glace, activité phare du club.
En 1950, la plupart des membres de ce club sont tués dans un accident, lorsque leur avion est pris dans une tempête de neige près de l'aéroport de Sverdlovsk. Selon une rumeur, Vassili ordonne de garder secret cet accident et va jusqu'à en remplacer rapidement tous les membres, craignant la réaction de son père,,.

### Déchéance
À la mort de son père, Vassili Djougachvili est arrêté le 28 avril 1953 par ordre de Lavrenti Beria. Le motif de son arrestation est qu'il aurait révélé, lors d'une soirée, des informations secrètes à un diplomate étranger sur les forces armées soviétiques. Il est accusé d'outrage aux dirigeants de l'URSS, de propagande anti-soviétique et de trahison. L'instruction du dossier est confiée à un procureur particulièrement violent et sans scrupules, Lev Emelianovitch Vlodzimirski (ru).
Comme du temps des Procès de Moscou et des Grandes Purges, il avoue tous les crimes qui lui sont imputés, même ceux qu'il n'a pas pu commettre. Toutefois, heureusement pour lui, Beria est lui-même arrêté à l'été 1953 avant d'être exécuté en décembre de la même année.
Vassili Djougachvili demande aux nouveaux dirigeants de l'URSS, Khrouchtchev et Malenkov, de le gracier. Mais il est considéré suspect en tant que fils de Staline, jugé lors d'un procès à huis clos et condamné à huit ans de travaux forcés. Il est incarcéré au Pénitencier spécial de Vladimir, sous le nom de Vassili Pavlovitch Vassiliev.
Il est libéré le 11 janvier 1960, par réduction de peine. Les autorités lui allouent une pension de retraite de 300 roubles par mois, un appartement à Moscou et l'autorisent à porter ses décorations ainsi que son uniforme de général. Il est de nouveau arrêté le 16 avril 1960, pour avoir tenu des propos discréditant le régime soviétique à l’ambassade de la République populaire de Chine, et renvoyé purger le reste de sa peine à la prison de Lefortovo, dont il sort le 28 avril 1961. Il est assigné à résidence à Kazan où il habite au no 105 rue Gagarine.

### Mort
Vassili Djougachvili meurt officiellement d'alcoolisme le 19 mars 1962 à l'âge de 40 ans ; ce point est cependant parfois débattu.
En 1999, il est partiellement réhabilité par le Collège militaire de la Cour suprême de la fédération de Russie qui l'acquitte des accusations de propagande anti-soviétique. Son corps, d’abord inhumé au cimetière Arskoïe de Kazan est transféré au cimetière moscovite de Troïekourovskoïe le 20 novembre 2002, il repose auprès de sa dernière épouse Maria Ignatievna Nusberg (1930-2002).

### Vie privée et personnalité
Vassili Djougachvili, bien que recevant plus d’attention maternelle que sa sœur, ne fut pas un enfant facile. Dans sa jeunesse, il aimait raconter des histoires sexuelles, ce qui mettait sa sœur très mal à l’aise. Contrairement à sa sœur qui fut prise en charge par des nianias à la mort de leur mère, Vassili Djougachvili fut pris en charge par des tchékistes et des gardes du corps flagorneurs. Il en devint arrogant et brutal, bien que conservant un bon fond, et prend l’habitude, en bolchevique, de dénoncer agents et camarades. Jugé décevant par son père, il recherche pourtant l’approbation de celui-ci, mais ses frasques et ses changements d’école à répétition ne font qu’augmenter la sévérité de son père envers « Vassia ».

#### Épouses
1. Galina Aleksandrovna Bourdonskaïa (1921-1990). Mariés de 1940 à 1944, ils ont un fils, Alexandre Bourdonski (1941-2017), devenu metteur en scène du Théâtre académique central de l'Armée russe, et une fille, Nadejda Stalina (1943-1999).
2. Iekaterina Semionovna Timochenko (1923-1988), la fille du maréchal de l'Union soviétique Semion Timochenko. Leur mariage dure de 1946 à 1949. Leur fils Vassili Staline (1949-1972) meurt d'un surdosage de drogues, alors qu'il est étudiant en droit de l'Université d'État de Tbilissi. Ils ont également une fille, Svetlana (1947-1989).
3. Kapitolina Georguevna Vassilieva (1918-2006), championne d'URSS de natation. Ils sont mariés de 1949 à 1953. Djougachvili adopte la fille du premier mariage de Vassilieva, Lina, qui porte depuis son nom de famille.
4. Maria Ignatievna Nusberg (née Chevarguina, 1930-2002) depuis le 9 janvier 1962, infirmière, qui après le mariage s'appelle Djougachvili. Ses filles du précédent mariage, Ludmila et Tatiana, adoptées par leur beau-père, portent également son nom de famille.